# Nicole Questiaux
Nicole Questiaux (Geburtsname: Nicola Valayer; * 19. Dezember 1930 in Nantes, Département Loire-Atlantique) ist eine französische Verwaltungswissenschaftlerin und Politikerin der Parti socialiste (PS), die kurzzeitig Mitglied der Nationalversammlung sowie zeitweilig Ministerin war.

## Leben
Nicole Valeyer, Tochter eines Ingenieurs, schloss ihre Schulausbildung mit dem Baccalauréat in Casablanca ab und absolvierte anschließend ein Studium am Institut d’études politiques de Paris (IEP de Paris). Danach absolvierte sie zwischen 1953 und 1955 ein weiteres Studium an der École nationale d’administration und wurde nach deren Abschluss Mitarbeiterin am Conseil d’État, das sowohl oberstes Verwaltungsgericht als auch Beratungsorgan der Regierung ist. Zuletzt wurde sie dort 1962 Berichterstatterin in einer Unterabteilung für Rechtsstreitigkeiten. Im Anschluss war sie zwischen 1963 und 1974 Regierungskommissarin für Angelegenheiten des Conseil d’État bei der Nationalversammlung.
Durch den Einfluss des Abgeordneten und späteren Senators Georges Dayan kam sie in den 1960er Jahren in Kontakt zu François Mitterrand und konnte für dessen Partei Convention des institutions républicains (C.I.R.) gewonnen werden. Neben ihrer beruflichen Tätigkeit wurde sie 1970 Leiterin der Nationalen Delegation für die Einheit der Sozialisten, die sich um parteilich Organisierte, aber auch nicht organisierte Sozialisten kümmerte. Auf dem Parteitag der Parti Socialiste in Épinay-sur-Seine gehörte sie zu den ersten Rednern und wurde 1975 auf dem Parteitag in Pau Mitglied des Vorstands.
1980 wurde sie als Conseiller d'État Mitglied des Conseil d’État.
Am 22. Mai 1981 wurde Nicole Questiaux von Premierminister Pierre Mauroy zur Ministerin für nationale Solidarität (Ministre de la Solidarité nationale) in dessen Kabinett berufen. Das Ministeramt bekleidete sie jedoch nur bis zum 22. März 1982 und wurde dann von Pierre Bérégovoy abgelöst. Bei den Wahlen vom 21. Juni 1981 wurde sie als Kandidatin der PS im Wahlkreis Paris XIII auch zum Mitglied der Nationalversammlung, legte ihr Mandat jedoch nach der Berufung in das daraufhin am 22. Juni 1981 gebildete zweite Kabinett am 24. Juli 1981 nieder.
Nach ihrem Ausscheiden kehrte sie als Staatsrätin an den Conseil d’État zurück und war zwischen 1984 und 1988 Präsidentin der Nationalen Beratungskommission für Menschenrechte CNCDH (Commission nationale consultative des droits de l’homme). Anschließend fungierte sie von 1988 bis zu ihrer Ablösung durch Dominique Le Vert Vorsitzende der Abteilung für öffentliche Arbeiten beim Staatsrat (Section des travaux publics du Conseil d'État français).